# Erland Carlsson
Erland Carlsson, född 1822 och död 1893, var en svensk präst. Han föddes och växte upp i byn Suletorp i Älghults socken i Småland.
Carlsson tog en teologie examen vid Lunds universitet 1848, och prästvigdes 1849. Hans verksamhet präglades av den Sellergrenska väckelsen ledde till en del sammanstötningar med stiftschefen, och 1853 antog han kallelse från den svensk-lutherska församlingen i Chicago och avreste samma år till Amerika. Här kom Carlsson att utöva en omfattande verksamhet som organisatör och själasörjare och var 1860 en av de ledande männen vid Augustanasynodens bildande. Han var även synodens president 1881–88. Carlsson innehade även en mängd andra förtroendeposter inom den svensk-lutherska kyrkan i Amerika.